# Produkt-PR
Produkt-PR ist ein Aufgabenfeld der Öffentlichkeitsarbeit, das sich auf die Bereitstellung von Informationen und der Kommunikation zu Produkten und Dienstleistungen eines Unternehmens bezieht. Produkt-PR kann damit als eine Disziplin der Unternehmenskommunikation betrachtet werden. Da die Hauptzielgruppe der Kommunikation Journalisten sind, ist Produkt-PR eng mit Medienarbeit verknüpft.

## Definition
Klaus Kocks und Klaus Merten definieren Produkt-PR als eine firmenseitige Information über die eigenen Produkte, die mit entsprechender Kennzeichnung im redaktionellen Teil erscheint. Dabei handelt es sich nur um Aktivitäten, die sich auf das Produkt, nicht aber auf die Marke oder das Unternehmen beziehen. Diese Eingrenzung beinhaltet die so genannten Materndienste und ist zu eng gefasst, um den Anforderungen der verbraucherorientierten Pressearbeit gerecht zu werden. 
Ein weiterer Versuch ist der Ansatz der Produkt-Publicity nach Hill und Rieser. Darunter verstehen sie alle Maßnahmen, mit deren Hilfe in der Öffentlichkeit ein positives Bild über die Gesamtleistung oder ein bestimmtes Produkt erzeugt werden soll. 
Eine differenziertere Anschauungsweise findet sich bei Peter Szyzska. Er betrachtet neben den Zielen auch die Wirkung der Produkt-PR. Sie dient als Maßnahme zu Risikominderung in Kaufentscheidungsprozessen. Diese Funktion der Produkt-PR soll die Informationslücke der Verbraucher schließen, indem durch vermeintliche Meinungsführer Expertenwissen verbreitet wird. In Bezug auf diese vielfältigen Ansatzpunkte der gesellschaftsorientierten PR soll verbraucherorientierte Pressearbeit als proaktives Instrument einer vorausschauenden Unternehmenspolitik dazu dienen, mittels gezielter und geplanter Kommunikation die relevanten Zielgruppen via Medien zu erreichen, um durch die vermittelte Botschaft die Produktbekanntheit zu erhöhen, das Produktwissen zu vertiefen und somit das Produkt- und Unternehmensimage zu festigen. Verbraucherorientierte Pressearbeit umfasst sämtliche Maßnahmen, die auf eine Zusammenarbeit mit den Medien abzielen, um damit die Ziele der PR zu erreichen. Medien wirken als Multiplikatoren, da sie einen schnellen und anhaltenden Einfluss auf die öffentliche Meinung und die Veränderung des Images nehmen.